# Moderna människor
Moderna människor är en svensk film med regi och manus av Marie-Louise Ekman från 1983.

## Rollista
- Annikka Nuora – Den lilla flickan
- Ulla-Britt Norrman – Systern
- Gudrun Brost – Farmodern
- Johannes Brost – Systerns f.d. man
- Rolf Skoglund – Den lilla flickans f.d. man
- Åke Pallarp – Pappan
- Pi Eriksson – Pappans dam
- Josephine Bornebusch – Det lilla barnet